# Fèlix I
Fèlix I va ser elegit nou Papa el 5 de gener de l'any 269, després de la mort del Papa Dionís I el 26 de desembre de 268.
De demostrada ciutadania romana, se'n saben ben poques coses del seu pontificat, però es creu que va ser ell qui va donar la sanció eclesiàstica a la celebració anual dels màrtirs; una celebració que, no obstant això, ja existia abans del seu pontificat. També es creu que va ser ell qui va fer la llei de consagració d'esglésies. A més a més, també es creu que, a causa del seu suport als cristians durant les persecucions de cristians de l'emperador Luci Domici Aurelià, va ser afegit a la llista de màrtirs. El dia de la seva mort, el 30 de desembre de l'any 274, s'ha convertit en el dia de la seva festa.
Un fragment d'una carta enviada a Màxim d'Alexandria, bisbe d'Alexandria, en la qual es dona suport a les doctrines de la Trinitat i l'Encarnació de Crist en contra dels arguments de Pau de Samòsata, va ser escrit per Fèlix. Se li atribueixen tres cartes més, l'autenticitat de les quals encara no ha sigut demostrada.